# Trillingarna
Trillingarna (katalanska: Les tres bessones) är en katalansk (spansk) tecknad TV-serie för barn. Den handlar om Anna, Teresa och Helena och deras ständiga kamp mot Uttråkade Häxan som hela tiden vill föra dem till olika klassiska sagovärldar.
Trillingarna skapades 1983 av Roser Capdevila. Trillingarna skapades tack vare Capdevilas egen dotter som fick trillingar 1969. Serien har översatts till 35 språk och visats i 158 länder.